# Leech (Band)
Leech ist eine schweizerische Post-Rock-Band, die im Jahr 1995 in Strengelbach, Aargau gegründet wurde.

## Geschichte
Bereits ein Jahr nach der Gründung erschien 1996 das Album Instarmental, welches auf zwei Tonspuren aufgenommen wurde. Sowohl auf dieses als auch auf das 1998 folgende Album Soundtrack to an Individual Emotion Picture Mindmovie folgten zahlreiche Konzerte in der Schweiz und dem angrenzenden Ausland. Nach weiteren zwei Jahren erschien das dritte Studiowerk Zerotonine Days, auf welchem erstmals und ausnahmsweise auch ein Stück mit Gesang zu finden ist.
In den folgenden zwei Jahren befand sich Leech in einer ausgiebigen Phase des Experimentierens und es entstanden mehrere Projekte mit Gastmusikern aus den unterschiedlichsten musikalischen Richtungen. Diese Projekte wurden live präsentiert, jedoch nicht auf Tonträgern festgehalten. Aus dieser Phase heraus entwickelten sich die drei Gründungsmitglieder der Band in verschiedene Richtungen weiter und beschlossen, das Projekt für einige Zeit auf Eis zu legen. Im Sommer 2006 wurde das Projekt Leech wieder fortgeführt. Leech knüpfte dort an, wo sie vor der fünfjährigen Pause aufgehört hatten und widmeten sich ganz der experimentellen Instrumentalmusik. In dieser Zeit stieß auch Tobias Schläfli (Synthesizer) als festes Mitglied zur Band.

## Diskografie
Alben
- 1996: Instarmental
- 1998: Soundtrack to an Individual Emotion Picture Mindmovie
- 2000: Zerotonine Days
- 2007: The Stolen View
- 2012: If We Get There One Day, Would You Please Open the Gates?
- 2018: Instarmental 1997 (Remaster)
- 2018: For Better or For Worse

EPs
- 2008: 090208 (Split-EP zusammen mit Long Distance Calling)
- 2018: Instarmental 2017
- 2024: Sapperlot